# Close to Me (canción)
«Close to Me» es una canción de la cantante británica Ellie Goulding, el productor discográfico estadounidense Diplo y el cantante estadounidense Swae Lee, lanzada el 24 de octubre de 2018.

## Antecedentes
Goulding le dijo a Billboard que la canción surgió cuando ella y el coguionista Savan Kotecha estaban en un estudio de Los Ángeles donde se les ocurrió la melodía de la guitarra y Goulding cantó lo que se convertiría en la primera línea del pre-coro, así que decidieron mantenerla en la canción. Goulding, sintiendo que a la canción le estaba «faltando algo», finalmente se la envió a Diplo, quien le envió su versión en un corto período de tiempo. Diplo sugirió agregar a Swae Lee como vocalista invitado.

## Composición
La canción se graba en la clave de mi mayor con un tempo de 72 latidos por minuto en tiempo común.

## Promoción
Goulding borró sus cuentas de redes sociales y comenzó a promocionar la canción el 22 de octubre de 2018, primero compartió una caricatura de ella, los brazos de Diplo y Swae Lee encerrados en un triángulo, mostrando sus tatuajes contra un fondo de estampado de guepardo, subtitulando «CLOSE TO ME». Luego confirmó que este sería el título, y junto con la publicación de un clip de audio de la pista, anunció la fecha y hora de lanzamiento.

## Versión Remix
El 5 de abril de 2019, se lanzó un remix que eliminó el verso de Swae Lee y apareció el grupo de chicas coreanas Red Velvet, cantando un verso en coreano e incluso cantó su propia versión del coro en coreano. Su coro fue escrito por Wendy & Yeri de Red Velvet. Ha ganado un premio "Elección electrónica / Canción de baile" en los Teen Choice Awards 2019.

## Certificaciones
| País (organismo certificador) | Certificación | Unidades certificadas |
| ----------------------------- | ------------- | --------------------- |
| Australia (ARIA)              | 2x Platino    | 140 000               |
| Bélgica (BEA)                 | Oro           | 20 000                |
| Canadá (Music Canada)         | 2x Platino    | 160 000               |
| Dinamarca (IFPI)              | Oro           | 45 000                |
| Estados Unidos (RIAA)         | Platino       | 1 000 000             |
| Francia (SNEP)                | Oro           | 100 000               |
| Italia (FIMI)                 | Platino       | 50 000                |
| Nueva Zelanda (RIANZ)         | Oro           | 15 000                |
| Reino Unido (BPI)             | Oro           | 400 000               |